# 英格兰教育
英格兰教育（Education in England），由教育部与商业、创新及技能部监管。地方政府（Local Authority）在地区层面有责任落实公众教育与国立学校。
教育系统分为学前教育（3岁-4岁），基础教育（4岁-11岁），中等教育（11岁-18岁）与高等教育（18岁以上）。
全日制教育对于所有5岁-16岁学童而言是免费的，学童在5岁开始接受基础教育。学生能在完成中等教育后，选择继续进修两年（中六），然后参加最典型的普通教育高级程度证书考试。其他的选择有商业及技术教育协会（Business and Technology Education Council）的考试、国际文凭组织的考试又或者是Cambridge Pre-U的考试。随着2008年教育及技能法令（Education and Skills Act 2008）的通过，义务教育的覆盖年龄将会延伸到18岁。改变将会在2013年对16岁学生生效，在2015年对17岁学生生效。国立学校的中六教育是免费的。英格兰也有独立学校的传统，家长可以自行为子女选择合适教育。
高等教育通常以三年学士学位课程开始。研究生学位包括硕士学位课程，内容既有讲授又有研究，然后有博士学位课程。研究生学位课程为其通常最少3年。大学发出学位需要皇家特许。

## 義務教育
法律規定5到18歲的兒童必須接受教育，無論是在學校或是其他方式，兒童在五歲時開始在學校接受基礎教育。 3到5歲的兒童可選擇接受由國家資助每年600小時的學前教育。可以前往托育園(playgroups)、幼兒園(nurseries)、社區托兒中心(community childcare centres) 或是學校附設的托兒機構。
學生可以選擇停止接受義務教育的「停止年齡」(leaving age)，根據教育法與技巧法(Education and Skills Act 2008)設定為18歲。 由稅金支付相關的教育費用。
在英格蘭，所有滿5歲的兒童，一直到18歲(過去為16歲)的六月最後一個星期五之間，都必須在學校或是其他方式接受教育。 從2013年開始，1997年9月1號後出生的學生，其「停止年齡」(The leaving age)提高到18歲。  開始執行義務教育的日期為8月31日，12月31日以及3月31日。 學校開學的時間為9月1日(或是8月1日，如果課程於8月開始)
義務教育將學習階段區分成基礎階段(Foundation Stage) (事實上包含學前教育以及第一階段的義務教育), 4個關鍵階段(Key Stage)，以及第六學級(Sixth Form) (事實上包含最後兩年的中學教育(Secondary Education))。
下表為常見的學校以及學習階段。文法學校(Grammar schools) 通常為由國家資助，而菁英學校(selective schools)通常從11歲開始接收學生。但是也有一些例外，例如Manchester Grammar School。(接收7歲至18歲)
| 關鍵階段                | 學年                    | 期末考試名稱                   | 年齡  | 國家資助學校名稱 | 國家資助的另一稱呼   | 國家資助的菁英學校       | 自費的私立學校名稱    | 自費的考試名稱                            |
| ----------------------- | ----------------------- | ------------------------------ | ----- | ---------------- | -------------------- | ------------------------ | --------------------- | ----------------------------------------- |
| 基礎(Foundation)        | 幼兒園(Nursery)         |                                | 3-4   |                  |                      |                          |                       |                                           |
| 基礎(Foundation)        | 入門(Reception)         |                                | 4-5   | 小學(Primary)    | 幼兒學校(Infant)     |                          |                       |                                           |
| 關鍵階段一(Key Stage 1) | 第一年(Year One)        |                                | 5-6   | 小學(Primary)    | 幼兒學校(Infant)     |                          |                       |                                           |
| 關鍵階段一(Key Stage 1) | 第二年(Year Two)        |                                | 6-7   | 小學(Primary)    | 幼兒學校(Infant)     |                          |                       |                                           |
| 關鍵階段二(Key Stage 2) | 第三年(Year Three)      |                                | 7-8   | 小學(Primary)    | 幼兒學校(Infant)     |                          |                       |                                           |
| 關鍵階段二(Key Stage 2) | 第四年(Year Four)       |                                | 8-9   | 小學(Primary)    | 幼兒學校(Infant)     |                          | 預備學校(Prep school) |                                           |
| 關鍵階段二(Key Stage 2) | 第五年(Year Five)       |                                | 9-10  | 小學(Primary)    | 中學(Junior)         |                          | 預備學校(Prep school) |                                           |
| 關鍵階段二(Key Stage 2) | 第六年(Year Six)        | 標準評量測驗(SATS)，11+        | 10-11 | 小學(Primary)    | 中學(Junior)         |                          | 預備學校(Prep school) |                                           |
| 關鍵階段三(Key Stage 3) | 第七年(Year Seven)      |                                | 11-12 | 中學(Secondary)  | 高中(High school)    | 文法學校(Grammar school) | 預備學校(Prep school) |                                           |
| 關鍵階段三(Key Stage 3) | 第八年(Year Eight)      |                                | 12-13 | 中學(Secondary)  | 高中(High school)    | 文法學校(Grammar school) | 預備學校(Prep school) |                                           |
| 關鍵階段三(Key Stage 3) | 第九年(Year Nine)       |                                | 13-14 | 中學(Secondary)  | 高中(High school)    | 文法學校(Grammar school) | 公學(Public school)   | 普通入學考試(Common Entrance Examination) |
| 關鍵階段四(Key Stage 4) | 第十年(Year Ten)        |                                | 14-15 | 中學(Secondary)  | 高中(High school)    | 文法學校(Grammar school) | 公學(Public school)   |                                           |
| 關鍵階段四(Key Stage 4) | 第十一年(Year Eleven)   | 中等教育普通證書(GCSE)         | 15-16 | 中學(Secondary)  | 高中(High school)    | 文法學校(Grammar school) | 公學(Public school)   |                                           |
| 關鍵階段五(Key Stage 5) | 第十二年(Year Twelve)   |                                | 16-17 | 中學(Secondary)  | 第六學級(Sixth form) | 文法學校(Grammar school) | 公學(Public school)   |                                           |
| 關鍵階段五(Key Stage 5) | 第十三年(Year Thirteen) | 普通教育高級程度證書(A-Levels) | 17-18 | 中學(Secondary)  | 第六學級(Sixth form) | 文法學校(Grammar school) | 公學(Public school)   |                                           |

### 政府補助學校

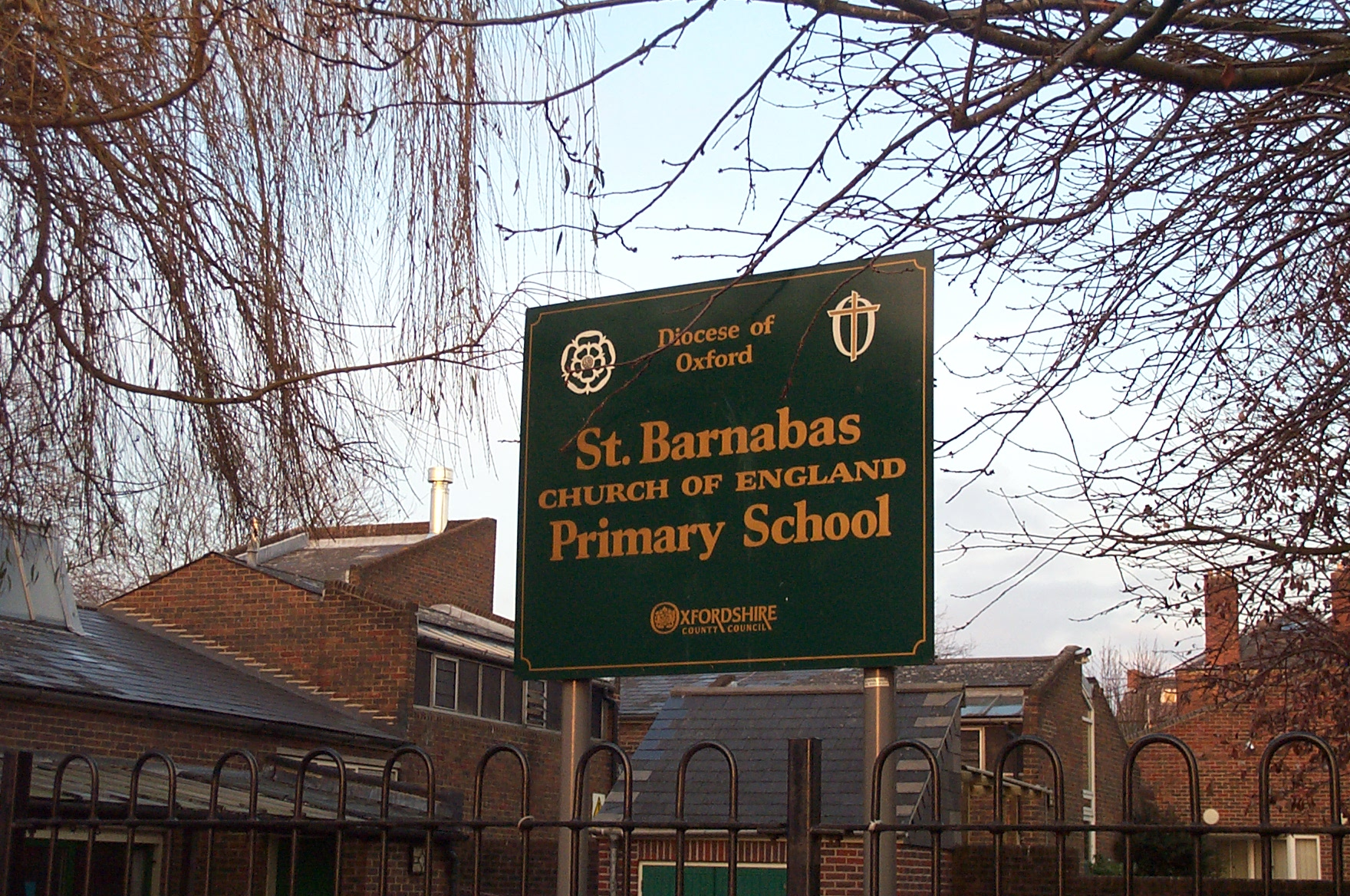
聖巴那巴教區小學(St Barnabas Church of England Primary School)，牛津

全英格蘭約 93% 的3到18歲之間的學童進入政府補助學校(State-funded schools)，並且不用繳學費(部分自願性參與活動，如游泳或是校外教學等則要自費，或是政府補助寄宿學校(state-funded boarding schools)也要部份自費)).

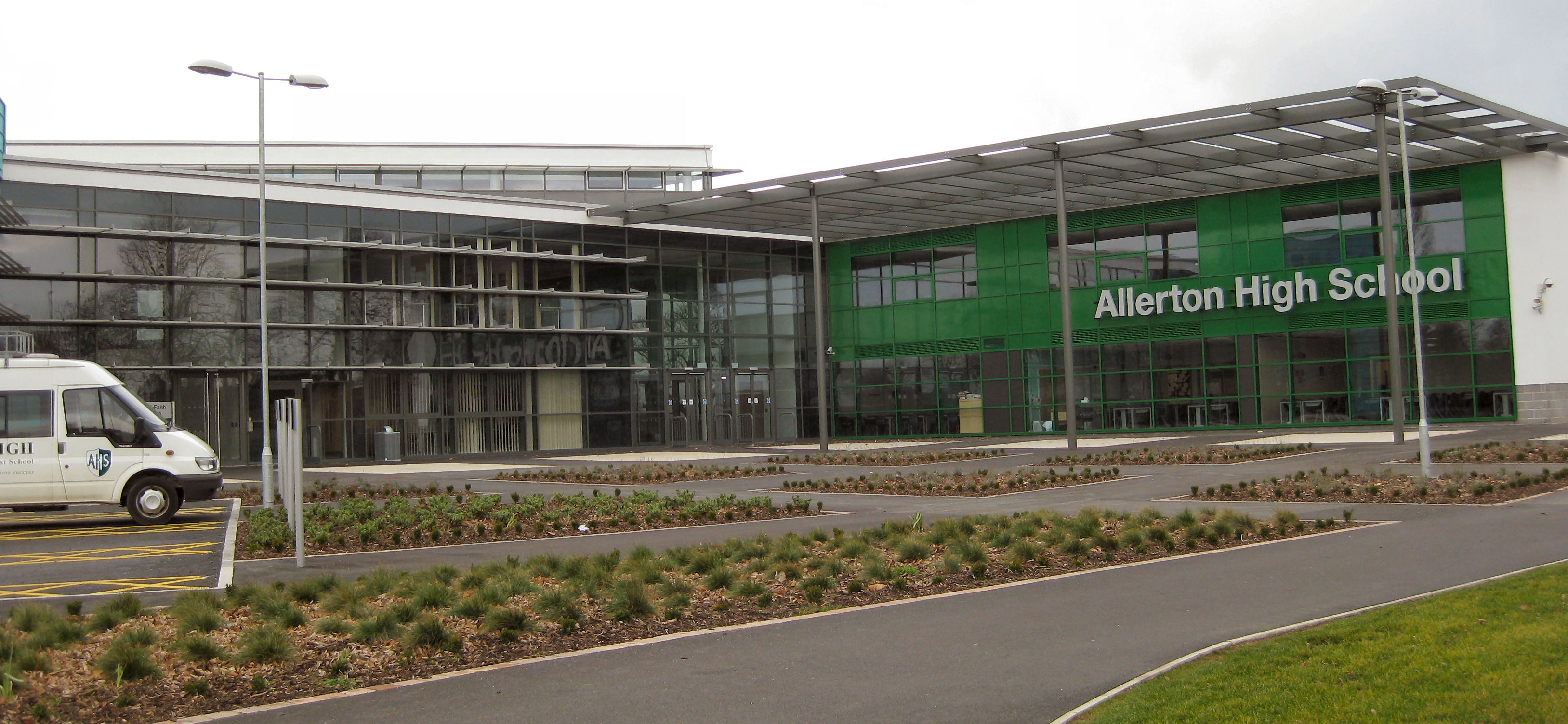
阿勒頓高中(Allerton High School)，為標準的中間階段學校，位於西約克郡里茲

自1998年以來，在英格蘭有六種主要型態的政府補助學校：
- 學院型(Academy schools)，1997~2010年間由工黨政府(Labour Government)設立於經濟貧弱地區，取代原有功能不佳的社區學校。一開始的創立由民間贊助，如企業或是非政府組織(NGO)，而之後的辦學由地方政府執行。如同基金會型學校(Foundation school)，在地方政府的管理下獨立運作。2010年起，保守黨以及自由民主黨組成的聯合政府擴大了學院型學校的功能，命名為「學院計畫」(Academy Programme)，鼓勵在非經濟貧弱的地區學校也可以轉型成學院型學校，基本上大量取代過去工黨時代設立的「基金會型學校」。並直接由政府教育部門管理。[20]
- 社區型(Community schools) (前身為郡立學校(county schools))，地方政府雇用學校教職員，擁有學校的土地以及地上建築物所有權，並且負責管理。

- 免費型(Free schools)，2010年後，由保守黨以及自由民主黨組成的聯合政府推動的新形態學校，可以由地方的家長，教師，慈善團體或是企業等要求而設立。由政府稅金資助，並且免學費。如同「基金會型」以及「學院型」學校，並不受地方政府管理，由中央的教育部門直接負責。免費型學校為「學院計畫」(Academy Programme)的延伸，並且在2011年秋天首次創立 24 所免費型學校。

- 基金會型(Foundation school)，此類學校由學校理事會(Governing Body)負責雇用教職員以及主要的管理工作。學校的土地以及地上建築物所有權歸學校理事會或是慈善基金會擁有。許多此類型的學校前身為「補助學校」(grant maintained school)。2005年時，工黨政府允許讓所有的學校可以自願性的選擇成為基金會型學校。

- 自願補助型(Voluntary Aided schools)，這種學校會與其他民間組織有關。例如宗教團體(英國國教會或是天主教會等)或是非宗教學校，如倫敦 London Livery Companies 基金會。學校成本部分由該團體負擔(一般為10%)，而學校理事會會長由理事會任命。其他教職員由學校理事會雇用以及負責管理。[21]

- 自願受控型(Voluntary Controlled schools)，此類幾乎都是教會學校，土地以及地上建築物所有權都由宗教基金會擁有。不過教職員的雇用以及管理都由地方政府控制。

此外，1980年代設立的15所「城市科技學院」(City Technology College)還有3所還存在，其他的12所皆轉型為學院型學校。此類學校為政府補助的中學階段學校，並且免學費，由地方政府管理下獨自運作。也有少數的政府補助寄宿學校(state-funded boarding schools)。
英國的政府補助小學幾乎都是地方學校並且涵蓋英國各地。超過一半由地方政府擁有，部分為自願控制型(voluntary controlled)以及自願補助型。某些學校包含幼兒學校(4~7歲) 以及部分小學(Juniors)(7~11歲)。某些是連續型學校，從幼兒學校到小學(Juniors)，某些為分開。某些地區還保有供4~8歲就讀初等學校(first schools) 以及8~13歲的中等學校(middle schools)。

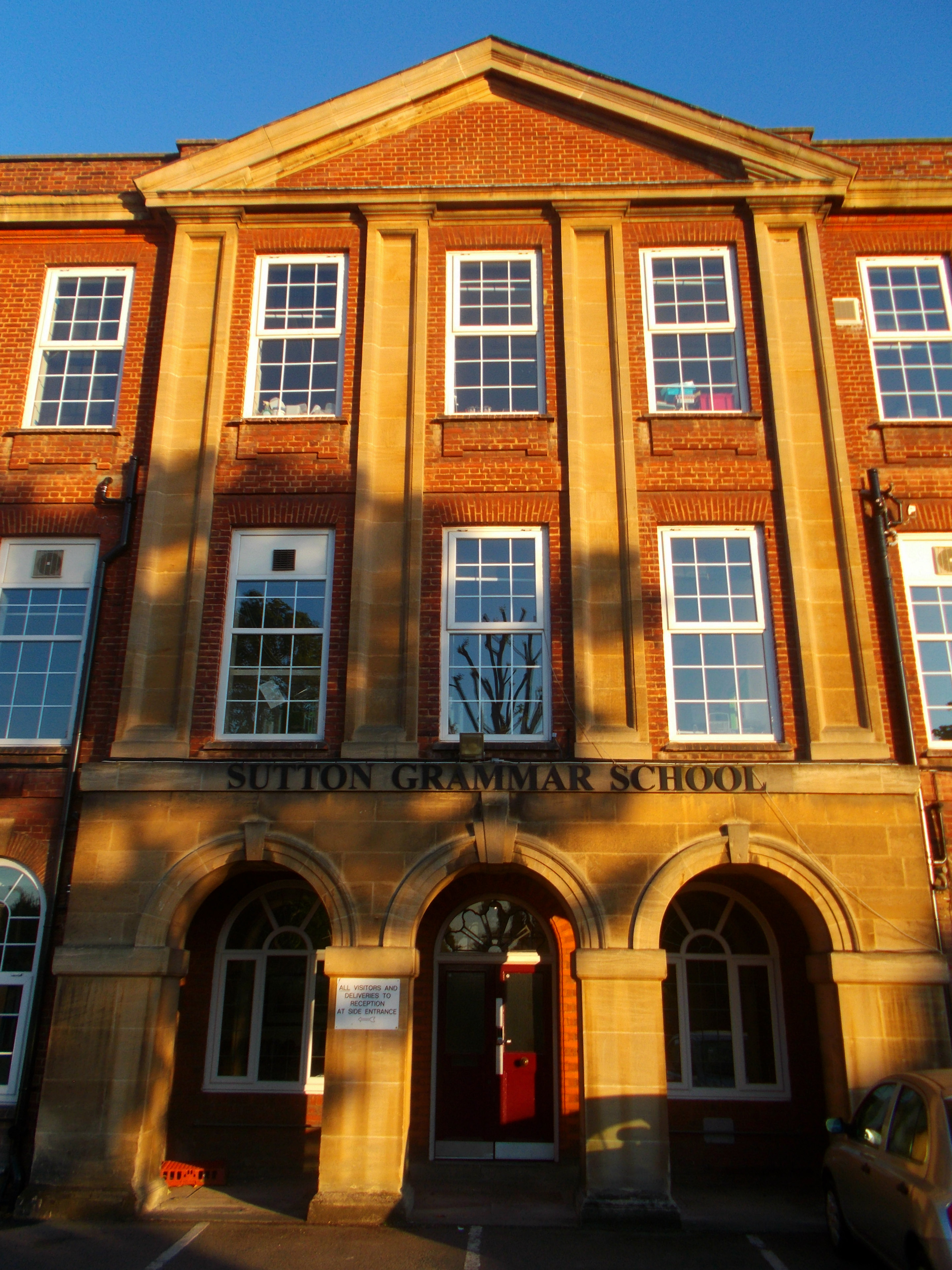
薩頓_(倫敦)的一間文法學校

英格蘭的中學(secondary schools) 大部分為完全中學(comprehensive)，雖然學校的可收人數差異很大，特別是鄉村以及都市。接近90%的政府補助中學為「專業學校」(specialist school)，可以獲得額外的補助經費設立一門或多門的專門科目，提供學生訓練特別專長。在部分地區的學童可以進入文法學校，如果通過「11+考試」(eleven plus exam)，也有少部分的完全中學語法學校，以及極少數的「菁英學校」(partially selective schools)。 有一些知名的政府補助學校是宗教學校(faith school)，通常與特定宗教，如英國國教或是天主教有關。
這些政府補助學校固定由「教育標準辦公室」(Office for Standards in Education)(簡稱為Ofsted)檢查。Ofsted 會發布學校的辦學狀況報告。經由 Ofsted 評定辦學狀況不力的學校，將可能處以「特別措施」(special measures)，包括更換理事會成員或是教職員等。

### 獨立學校
大英格蘭，大約有7%的學生選擇就讀私立，自費的「獨立學校」(independent schools)。某些提供13~18歲學生就讀的為歷史悠久的「公學」；以及提供 8~13歲學生就讀的「預備學校」(preparatory school)。部分獨立學校提供獎學金給予擁有特殊能力但是家庭不富裕的學生就讀。獨立學校不必遵從國家的課綱，而教師也不必擁有正式的教師資格。

### 第六學級學院/成人教育
在政府補助學校或是獨立學校的學生一般都會報考GCSE測驗，並表示義務教育的結束。結束義務教育後，高等教育中的政府補助或是獨立學院大致上是類似的。
2008年教育及技能法令（Education and Skills Act 2008）規定在16~18歲間的學生得接受第六級教育或是職業訓練。此法令在2013年於16歲的學生生效，以及2015年對17歲的學生生效。
超過16歲的學生通常在學校接受第六級教育，分為「預科學校」(sixth form college)以及「成人教育學院」(further education college)。
即使超過18歲也可以在這些學校接受教育。此種教育被稱為「成人教育」(Further Education)。 某些16~18歲的學生會被建議前往進修通訊，電子數位等實用技能教育。
「國家學徒訓練服務」(National Apprenticeship Service)會在此時幫助超過16歲的人成為學徒，學習實用技能。一般來說，在學徒訓練結業後的失業率，約為大學畢業生的三分之一。

### 非學校教育
1944教育法令(1944 Education Act) (第36條) 揭示家長必須替小孩的教育負責，「透過在學校或是其他方式」，亦即允許在家就讀。這項法律並沒要求選擇在家就讀的家長得遵循國家的教綱，或是正式課程或是一定得擁有正式教師資格。 有一小部分，但是漸漸增長的家長選擇在家教育小孩，而不選擇一般學校教育系統。 正式名稱為「選擇性家庭教育」(Elective Home Education)，教材可以從一般學校的教綱以及不使用。 一個團體Education Otherwise 從1970年代開始，支援選擇非學校教育的家庭。英國政府本身不提供任何選擇在家教育的家庭補助。

## 高等教育

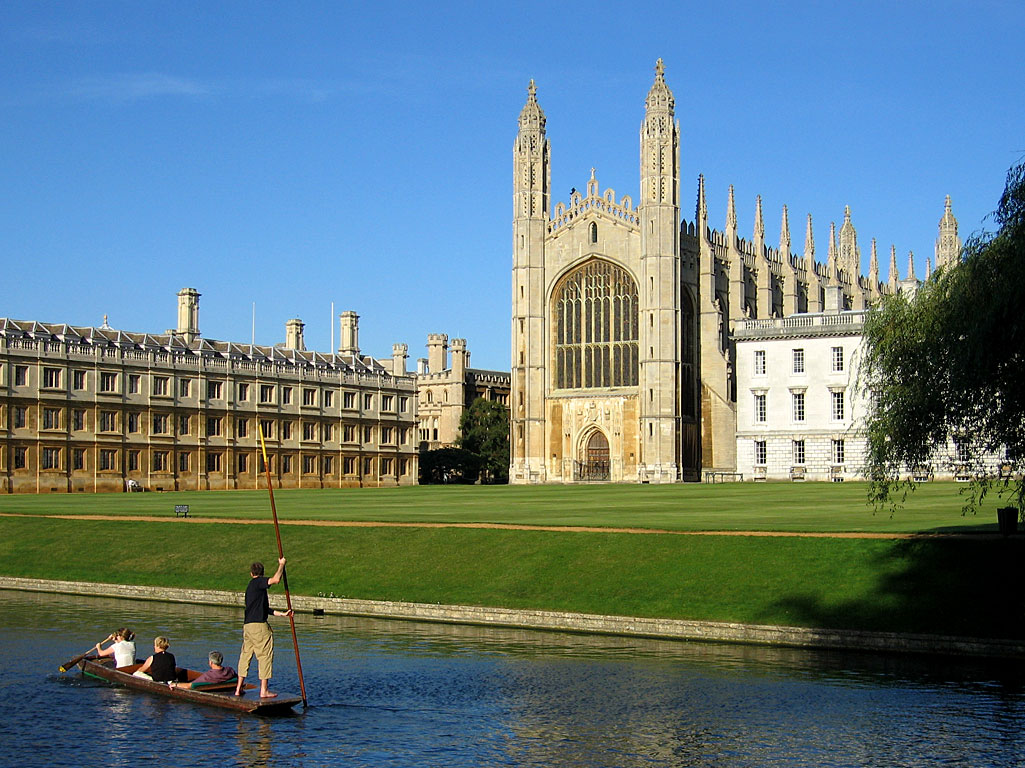
劍橋大學國王學院的一景

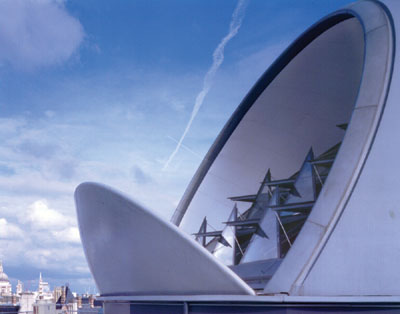
倫敦政治經濟學院的圖書館屋頂

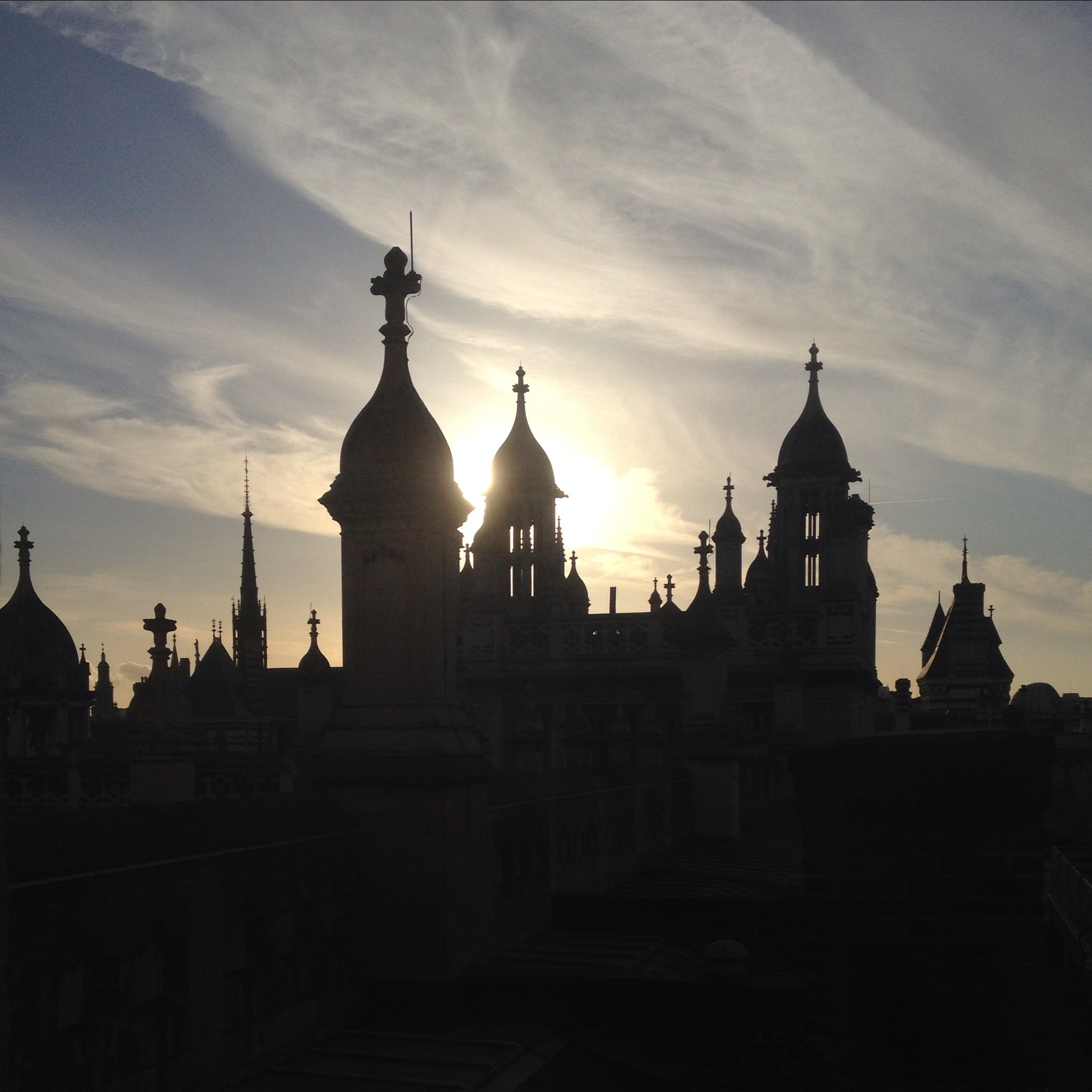
倫敦國王學院的圖書館 Maughan Library 看出去的景色